# Władimir Bielajew
Władimir Gieorgijewicz Bielajew, ros. Владимир Георгиевич Беляев (ur. 15 września 1933 w Nalczyku, Rosyjska FSRR, ZSRR, zm. 23 stycznia 2001, Rosja) – rosyjski piłkarz, grający na pozycji bramkarza, reprezentant ZSRR, trener piłkarski.

## Kariera piłkarska

### Kariera klubowa
Wychowanek klubu Dinamo Nalczyk. W 1951 rozpoczął karierę piłkarską w Dinamie Stalingrad. W 1953 został piłkarzem Dynama Moskwa, w którym występował przez 12 lat będąc zmiennikiem Lwa Jaszyna. W 1964 roku zakończył swoją karierę piłkarską.

### Kariera reprezentacyjna
15 sierpnia 1957 zadebiutował w reprezentacji Związku Radzieckiego w spotkaniu kwalifikacyjnym do MŚ'58 z Finlandią, wygranym 10:0. Łącznie w kadrze rozegrał 5 meczów.

## Kariera zawodowa
Po zakończeniu kariery piłkarskiej pomagał trenować Spartak Nalczyk, a następnie pracował w szkole bramkarzy, zorganizowanej przez Aleksandra Apszewa.

## Sukcesy i odznaczenia

### Sukcesy klubowe
- mistrz ZSRR: 1957, 1959, 1963
- wicemistrz ZSRR: 1958, 1962
- brązowy medalista mistrzostw ZSRR: 1960
- zdobywca Pucharu ZSRR: 1953
- finalista Pucharu ZSRR: 1955

### Sukcesy reprezentacyjne
- uczestnik mistrzostw świata: 1958

### Sukcesy indywidualne
- wybrany do listy 33 najlepszych piłkarzy ZSRR: Nr 2 (1957, 1958)

### Odznaczenia
- tytuł Mistrza Sportu ZSRR: 1959